# Niveaspis tecta
Niveaspis tecta är en insektsart som beskrevs av Ferris 1941. Niveaspis tecta ingår i släktet Niveaspis och familjen pansarsköldlöss.
Artens utbredningsområde är Panama. Inga underarter finns listade i Catalogue of Life.